# Saarijärvi-Viitasaari ekonomiska region
Saarijärvi-Viitasaari ekonomiska region (finska: Saarijärven-Viitasaaren seutukunta) är en av ekonomiska regionerna i landskapet Mellersta Finland i Finland. Folkmängden i regionen uppgick den 1 januari 2013 till 32 121 invånare, regionens totala areal utgjordes av 7 338 kvadratkilometer och därav utgjordes landytan av 6 299,52  kvadratkilometer.  I Finlands NUTS-indelning representerar regionen nivån LAU 1 (f.d. NUTS 4), och dess nationella kod är 138 .  

## Förteckning över kommuner
Saarijärvi-Viitasaari ekonomiska region  omfattar följande åtta kommuner: 
- Kannonkoski kommun
- Karstula kommun
- Kinnula kommun
- Kivijärvi kommun
- Kyyjärvi kommun
- Pihtipudas kommun
- Saarijärvi stad
- Viitasaari stad

Samtliga kommuners språkliga status är enspråkigt finska. 